# Змай (гідроавіаносець)
«Змай» (серб. Змај, хорв. Zmaj, (змій, дракон)) — гідроавіаносець ВМС Югославії.

## Історія створення
Гідроавіаносець «Змай» був збудований на верфі «Deutsche Werft» (Гамбург) для ВМС Югославії. Закладений у 1928 році, спущений на воду 22 червня 1929 року, вступив у стрій у 1931 році.

## Історія служби

### У складі ВМС Югославії
У складі ВМС Югославії корабель використовувався як плавбаза та ремонтна майстерня для авіагрупи з 10 гідролітаків De Havilland DH.60 Moth. Але на його борту постійно знаходився лише один літак у трюмі, у напіврозібраному стані. Решта літаків зазвичай стояли на воді і піднімались на борт корабля для технічного обслуговування та ремонту.
У 1937 році корабель був переобладнаний у мінний загороджувач. Він міг нести 100 якірних мін.

### У складі Крігсмаріне
17 квітня 1941 року, після окупації Югославії, корабель був захоплений німцями у Спліті. Він був переобладнаний у допоміжне авіаційне судно «Драхе» (нім. Drache, Дракон).
У 1942 році корабель знову був переобладнаний на мінний загороджувач. На ньому були встановлені дві 105-мм гармати, п'ять 37-мм та шість 20-мм зенітних автоматів. Корабель міг нести від 120 до 240 мін. Крім того, він виконував функції транспорту, ескортного та протичовнового корабля.
З листопада 1942 року по лютий 1943 року на кораблі проводились випробування з використання експериментального вертольоту Flettner Fl 282 з палуби корабля. Крім того, вертоліт здійснював розвідувальні польоти над Егейським морем. Таким чином «Змай» («Драхе») був першим у світі вертольотоносцем.
У 1944 році на кораблі було посилене зенітне озброєння, яке складалось з двох 88-мм гармат, п'яти 37-мм та тринадцяти 20-мм зенітних автоматів.
29 серпня 1944 року корабель перебував у порту м. Ваті (о. Самос). Він був атакований британськими штурмовиками Bristol Beaufighter. Внаслідок атаки корабель загорівся, пізніше вибухнув і затонув. Загинуло 11 чоловік, у тому числі командир корабля.